# Peccioli
Peccioli (pronuncia Pèccioli [ˈpɛtʧoli]) è un comune italiano di 4 663 abitanti  della provincia di Pisa in Toscana.

## Geografia fisica
Il paese domina dall'alto della sua collina la Valle dell'Era lungo la direttrice che da Volterra conduce a Pisa.
(Indicatore topografico della Toscana granducale di Attilio Zuccagni-Orlandini)

### Territorio
- Fiume Era
- Il borgo antico visto dall'alto.Torrente Roglio
- Torrente Racosa

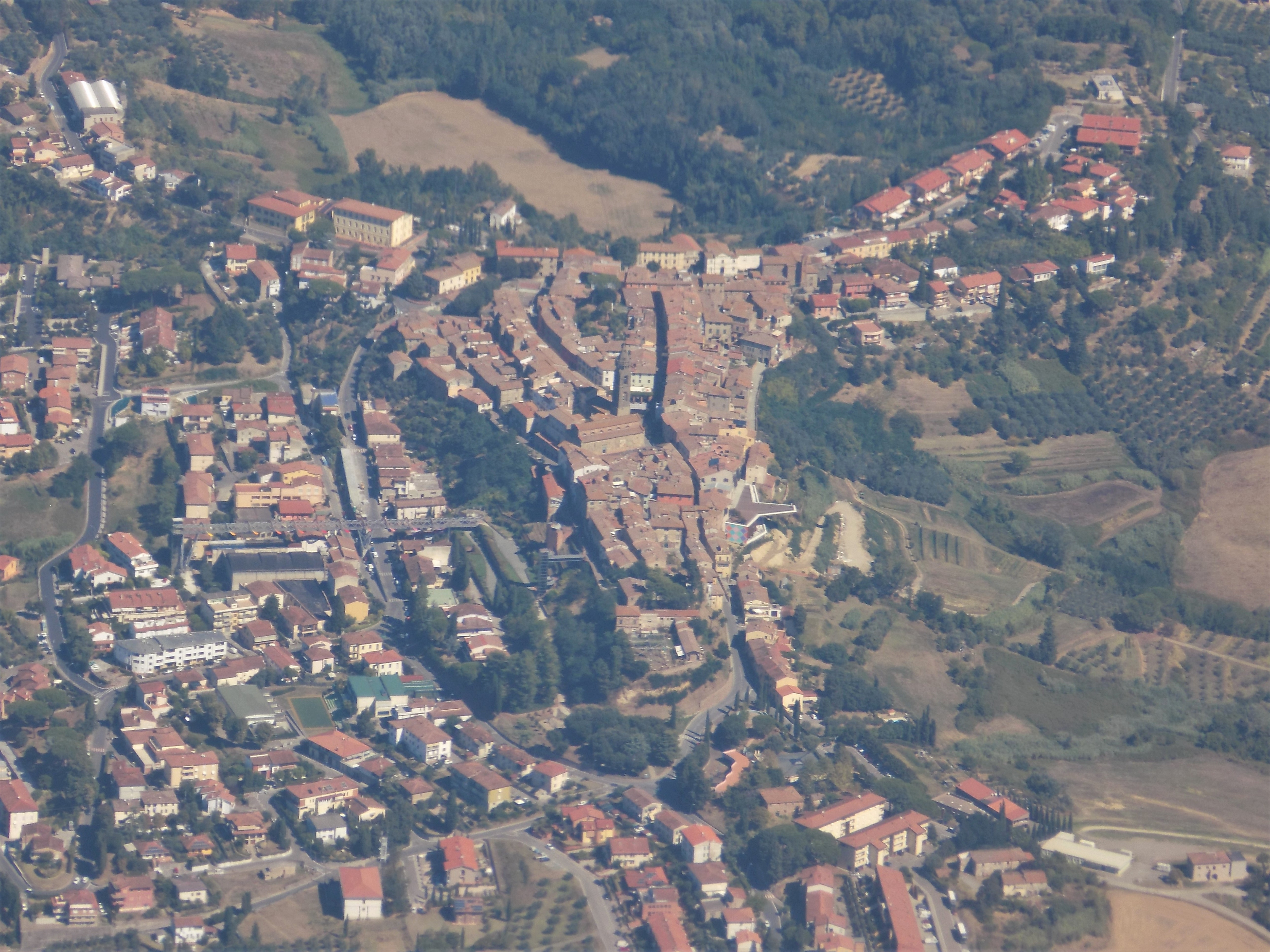
Il borgo antico visto dall'alto.

- Classificazione sismica: zona 2 (sismicità medio-alta), Ordinanza PCM 3274 del 20/03/2003

### Clima
- Classificazione climatica: zona D, 1772 GG
- Diffusività atmosferica: alta, Ibimet CNR 2002

## Storia

### Storia antica
Il territorio di Peccioli risulta abitato fin dal Neolitico (presso il podere Ortaglia in località Le Serre sono state ritrovate asce in pietra verde), ma è soprattutto dal primo millennio a.C. che si registra una fisionomia più definita, con manifestazioni di popolamento etrusche.
I ritrovamenti testimoniano che le pendici delle colline del territorio comunale erano luoghi di sepoltura, tranne il sito di Ortaglia, che ha restituito anche informazioni di tipo insediativo, attestando la dipendenza di Peccioli da Volterra fino all’età tardoantica. Inoltre a Celli fu ritrovata una tomba a camera, contenente materiali databili tra la fine del VI e gli inizi del V sec. a.C.; all’interno della pieve della Piappina fu ritrovato un cippo, riutilizzato come acquasantiera, collocabile tra il VI e Il IV sc. A.C.; a Legoli nel 1930 in località Poggio dei Pini fu ritrovata una piccola tomba a nicchiotto contenente almeno due deposizioni, tipica dell’ambito volterrano di età ellenistica. I cinerari e i corredi sono databili al II secolo a.C. e denotano un ceto sociale modesto, seppure la presenza di uno strigile in bronzo e di due piccole oinochoai a vernice nera sembrano documentare una terza deposizione, più antica, di III secolo a.C.
Il sito di Ortaglia è ubicato a circa 4 km a est dal centro di Peccioli. Le indagini hanno restituito una grande quantità di materiale pertinente ad un complesso santuariale strutturatosi attorno ad un grande edificio templare risalente all’età tardo-arcaica. Del tempio, costruito in una zona che nel corso dei secoli successivi ha subito estesi fenomeni franosi, non rimane nessuna traccia edificata. Rimane però un imponente pozzo, connesso alle pratiche cultuali del santuario, al cui interno è stata rinvenuta gran parte dei materiali relativi al tempio, a seguito della sua ristrutturazione avvenuta alla fine del IV secolo a.C.
Le indagini si sono concentrate sia sul piccolo pianoro, sia nel settore occidentale, dove sotto alcuni strati franosi, sono stati individuati alcuni livelli di vita del complesso, relativi alla prima età ellenistica e a tutto il III sec. a.C. A cavallo del 200 a.C., il complesso di Ortaglia sembra esaurire la sua funzione sacra e insediativa, proprio mentre la città di Volterra avvia una significativa riqualificazione monumentale dell’area di culto dell’acropoli.
Pochissimi invece i ritrovamenti del periodo romano. In pianura sono state individuate tracce della centuriazione augustea, ben visibili dall’alto, in cui si possono distinguere le parcellizzazioni perfette. Lungo il fiume Era sono stati ritrovati strati con ceramica per cui, vista l’ubicazione, è ipotizzabile la presenza di un insediamento produttivo, una villa romana. L’unica attestazione romana è stata ritrovata sul colle di Peccioli, non in pianura. Si tratta di un’iscrizione romana oggi murata nel Museo Guarnacci di Volterra.
Le altre tracce romane si trovano presso lo scavo di Colle Mustarola presso Ghizzano dove è stata rinvenuta una cisterna romana, esempio unico in contesti rurali della zona (le altre note si trovano soltanto in nuclei urbani importanti, come Volterra e Pisa).
La presenza di una cisterna in cocciopesto indica, senza possibilità di equivoci, che in quel luogo vi fosse bisogno di un’abbondante risorsa idrica. Fortemente peculiari sono le ceramiche rinvenute, databili tra il I e il IV secolo d.C., che denotano una frequentazione da parte di persone di estrazione sociale medio alta, elemento che a un’analisi superficiale può sembrare non compatibile con un’area rurale così periferica. In realtà, la strada che conduce a Colle Mustarola era una bretella commerciale fondamentale, che collegava l’area pisana, e quindi costiera, e volterrana con il Senese, per arrivare a Chiusi e a Roma.
Con la caduta dell’Impero romano si aprono scenari condizionati dalle guerre e dall’arrivo dei popoli dal nord Europa che pian piano conquistano i centri più importanti. I Longobardi che conquistarono gran parte dei territori in mano ai Bizantini. Fu un periodo di grande vitalità per il territorio pecciolese, che si trovava sul confine tra queste due forze contrapposte, probabilmente teatro anche degli scontri che ne derivarono. Vitalità che sembra esaurirsi con l’VIII secolo per poi ricomparire con l’XI e XII secolo e l’incastellamento promosso dalle famiglie aristocratiche e dalla chiesa.

### Storia medievale
In epoca medievale Peccioli divenne sede di un castello, testimoniato nei documenti a partire dall’XI secolo, quando il Marchese Alberto, figlio del fu Opizzo e membro dell’antica casata degli Obertenghi, nel 1061 offrì al monastero di San Michele di Marturi, presso Poggibonsi, la sua porzione di corti e castelli e cappella poste “in località Petiole”.
Un documento del 1115 testimonia che i Da Catignano, originari di un borgo oggi scomparso che si trovava tra Peccioli e Montefoscoli, vendettero questo castello al vescovo di Volterra, che a sua volta lo cedette a Pisa.
Nel 1163 il Comune di Pisa domò, sotto il comando di Ranieri Gaetani, una ribellione sollevata da Peccioli, guidata da Giovanni Borgherucci, e per ritorsione distrusse la rocca e le mura del castello.
Il controllo di Peccioli passò nel 1186 al vescovo di Volterra con un atto del re Enrico VI che, una volta incoronato imperatore, nel 1192 ne accordò il dominio al Comune di Pisa, confermato nel 1209 da Ottone IV e nel 1220 da Federico II.
Nel XIII secolo Peccioli ebbe una parte attiva nel corso delle lotte tra guelfi e ghibellini, infatti nel 1282, Nino Visconti, giudice di Gallura, bandito da Pisa, con l’aiuto dei fiorentini, divenne comandante della parte guelfa in Toscana, e non solo cacciò i ghibellini che controllavano alcuni comuni della Valdera per conto dei pisani, come Peccioli e Ghizzano, ma nel 1292 divenne signore di tutta la zona. Subito il vescovo di Volterra cercò di approfittare della situazione per riottenere i suoi privilegi in Valdera, mettendo tutti i suoi castelli della zona, tra i quali Peccioli, sotto la protezione dei fiorentini. Nel 1293, con la Pace di Fucecchio tra Pisa e Firenze, i pisani riuscirono a recuperare controllo politico e civile del castello di Peccioli, mentre la giurisdizione spirituale fu affidata al vescovo di Volterra.
Peccioli, sotto la dominazione pisana, divenne Podesteria della Repubblica marinara, estendendo la sua giurisdizione su Carpugnano, Gello, Abbazia di Carigi e Montecchio. Nel 1322 i pisani fecero restaurare un tratto delle mura del castello, assumendo l’estensione e le caratteristiche che in parte conserva ancora oggi, probabilmente ad opera di Castruccio Castracani, che nel 1328 fu nominato signore di Pisa.
Nel 1362 il paese venne attaccato e conquistato per la prima volta dai mercenari fiorentini , condotti da Bonifacio Lupi che distrussero una torre e parte delle mura. Tuttavia nel 1364, dopo la battaglia di Cascina, il castello di Peccioli tornò in mano ai pisani che lo tennero stabilmente fino al 1406, quando fu consegnato ai fiorentini da Pietro Gaetani, membro di un'illustre famiglia che aveva acquisito molti possedimenti nella zona, soprattutto a Fabbrica e Montelopio. Pochi mesi dopo la stessa Pisa fu definitivamente conquistata da Firenze.
Nel periodo fiorentino Peccioli fece parte del vicariato di Lari e fu sede di Podesteria (con giurisdizione su Lajatico, Legoli, Orciatico, Terricciola, Soiana, Montecchio, Fabbrica, Bagno, Chianni, Casanuova, Morrona, Santa Luce, Riparbella, Strido, Castellina e Ghizzano) e Comune.

### Storia moderna

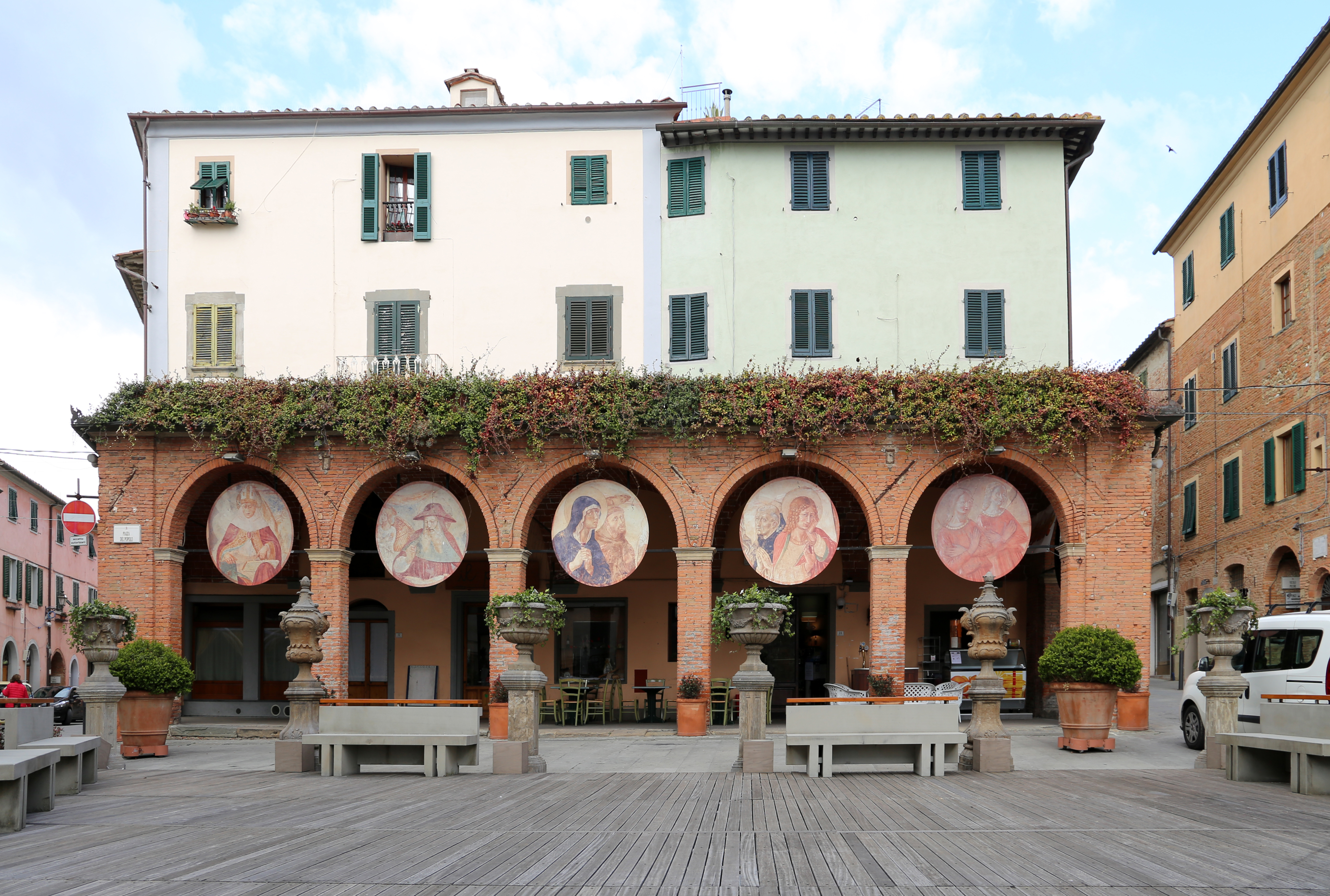
Logge in piazza del popolo

Per tutto il XV secolo Peccioli subì saccheggi da parte di città e nobili anti-medicei e non mancò al tempo stesso di ribellarsi alla Repubblica fiorentina quando si presentò l’occasione: nel 1430 Peccioli aprì le porte all’esercito milanese del duca Visconti, al comando del generale Niccolò Piccinino, che aveva occupato tutta la Valdera, per tornare, dopo pochi mesi, sotto il dominio fiorentino.
Con la Signoria di Lorenzo il Magnifico fu promulgato l’ordinamento amministrativo tramite il quale le Comunità vennero raccolte in Podesterie: a Peccioli furono sottoposte le comunità di Ghizzano, Fabbrica, Lajatico, Terricciola, Rivalto e Chianni. Un lungo periodo di tranquillità politica funestata tuttavia da varie calamità, tra cui un’epidemia di peste tra il 1464 e il 1468.
Nel 1529 Peccioli si ribellò nuovamente al governo fiorentino, sostenendo l’invasione del suo territorio da parte delle truppe di Carlo V, comandate dal principe d’Orange, che avevano assediato la città di Firenze.
Dal XVII secolo, con la sottomissione al Granducato mediceo, ebbe inizio per Peccioli un periodo di pace e stabilità politica che si protrasse fino all’avvento dei duchi di Lorena, i quali avviarono i primi lavori di bonifica del territorio.
La Podesteria di Peccioli venne soppressa con la riforma del 17 giugno 1776, quando nacque una nuova comunità comprendente Peccioli, Casanuova, Fabbrica, Ghizzano, Legoli, Morrona, Montecchio, Terricciola, Soiana, Strido.
Durante l’epoca francese (1808-1814) vennero aboliti gli ordinamenti precedenti ed istituita la nuova municipalità delle “mairie”, parte del Dipartimento del Mediterraneo e alle dipendenze della Prefettura di Livorno, mentre per gli affari giudiziari venne istituito un giudice di pace a Peccioli.
Caduto il governo francese, con la legge del 27 giugno 1814 vennero aboliti il giudice di pace e la “mairie”, la giurisdizione civile venne attribuita ad un Podestà risiedente a Peccioli e quella criminale al Vicariato di Lari; la comunità comprendeva gli stessi paesi del 1776 e anche Terricciola e Lajatico.
Il 16 settembre 1816 vennero ripristinati il Gonfaloniere, in carica per tre anni, i Priori e il Consiglio Generale. In questo periodo la comunità di Peccioli comprendeva Casaglia, Cedderi, Fabbrica, Ghizzano, Libbiano e Montecchio; faceva parte della Camera di Pisa e del circondario di Pontedera.

### Storia recente
Con Leopoldo II, nel 1844, Peccioli divenne sede di cancelleria, con giurisdizione su Lajatico e Terricciola.
Nel 1860, con il plebiscito per l’annessione al Regno sabaudo, si ebbe un nuovo ordinamento nella pubblica amministrazione. Nel 1863 Peccioli faceva parte del mandamento di Lari.
Dall’Unità d’Italia Peccioli è un comune comprendente Fabbrica, Ghizzano, Legoli, Montecchio, Montelopio, Libbiano e Cedri.
Con l’avvento del fascismo furono soppressi i consigli comunali e nel 1927 ritornarono i Podestà.

Durante il secondo conflitto mondiale il paese subì notevoli danni finché i soldati americani, il 14 luglio 1944, entrarono da via Carraia e liberarono il paese.

Antico stemma comunale

### Simboli
Stemma comunale: Di rosso, al castello di una torre d'argento (quella edificata da Castruccio Castracani), murato di nero, finestrato dello stesso, con la porta aperta.
Il gonfalone è rappresentato da un drappo di colore bianco, ornato di ricami d'argento e caricato dello stemma comunale con l'iscrizione centrata in argento: "Comune di Peccioli".

## Monumenti e luoghi d'interesse

### Architetture religiose

#### Chiese parrocchiali

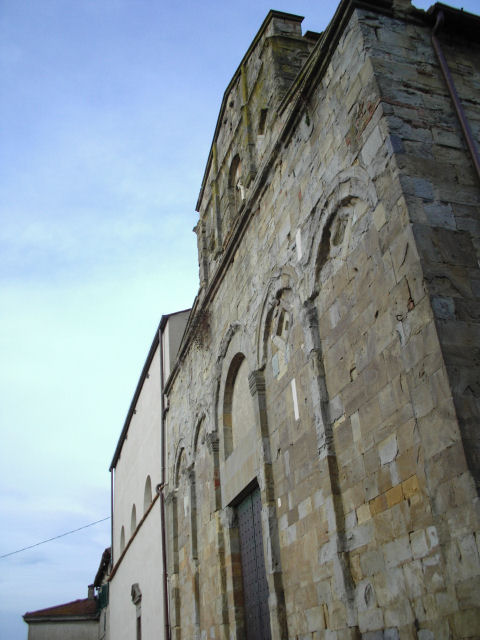
Pieve di San Verano, facciata

- Pieve di San Verano, chiesa parrocchiale di Peccioli, è stata edificata probabilmente tra la fine dell'XI e l'inizio del XII secolo e presenta una struttura trecentesca in stile pisano. Ha il prospetto costituito da cinque arcate cieche. Al suo interno sono custodite tre tele del pittore secentesco fiorentino Jacopo Vignali. Si trova nella piazza principale del paese chiamata Piazza del Popolo, dove si può ammirare uno splendido loggiato, il palazzo del municipio e il palazzo pretorio.
- Chiesa di Santa Maria Assunta, chiesa parrocchiale di Fabbrica, già citata nel X secolo, presenta una struttura a tre navate divise da colonne e da pilastri, e vi sono tre absidi di cui quella centrale modificata per contenere un coro. Al suo interno sono presenti arredi attribuibili all'opera di Benedetto Buglioni e di rilievo è l'Ultima cena di Paolo Guidotti, artista lucchese del Seicento.
- Chiesa di San Giorgio martire, chiesa parrocchiale di Cedri
- Chiesa dei Santi Germano e Prospero, chiesa parrocchiale di Ghizzano, risale al periodo medievale ed è ricordata per la prima volta nel 1406. La chiesa è stata oggetto di una radicale ristrutturazione nel 1818, che le ha conferito l'attuale aspetto.
- Chiesa della Madonna delle Grazie, chiesa parrocchiale di Legoli.
- Chiesa di San Pietro apostolo, chiesa parrocchiale di Libbiano, risale al periodo alto-medievale, essendo ricordata per la prima volta nella bolla papale del 1181. Si presenta oggi in stile barocco.
- Chiesa dei Santi Lucia e Pancrazio, chiesa parrocchiale di Montecchio.

#### Altre chiese
- Chiesa della Madonna del Carmine, costruita in laterizi, è circondata su tre lati da un portico. Risale al 1600. Si trova nella omonima piazza del Carmine, comunemente chiamata dai pecciolesi "il Fosso", poiché fino al medioevo vi si poteva trovare una profonda e grande fossa piena d'acqua, che serviva alla difesa del castello di Peccioli.
- Chiesa del Convento dei Cappuccini a Peccioli
- Chiesa di San Bartolomeo al Pino a Peccioli
- Chiesa della Madonna delle Serre in località Le Serre
- Chiesa dei Santi Bartolomeo e Giusto a Legoli
- Chiesa di San Michele a Celli
- Chiesa di San Paolo, Monti
- Chiesa della Domenica delle Palme a Montecchio

#### Cappelle e oratori
- Cappella di Santa Caterina, situata a Legoli, si tratta di un monumentale tabernacolo che oggi si presenta simile ad una piccola cappella, dopo che, nel 1822 Alessio del Fanteria costruì intorno al tabernacolo affrescato da Benozzo Gozzoli, realizzato intorno al 1479, questo piccolo oratorio a valenza funeraria, dedicandolo a santa Caterina.
- Cappella di San Domenico a Montelopio, nota comunemente come San Martino, fu costruita nel 1860 nel luogo dove sorgeva l'antica pieve di San Martino.
- Oratorio dei Santi Rocco e Sebastiano a Fabbrica.
- Chiesa dei Santi Giusto e Clemente a Fabbrica.
- Oratorio della Santissima Annunziata, situato a Ghizzano, si presenta in stile neogotico. Al suo interno custodisce un'Annunciazione in legno intagliato e dipinto, attribuita a Tommaso Pisano.

#### Conventi
- Convento dei Frati Cappuccini a Peccioli.

### Architetture civili

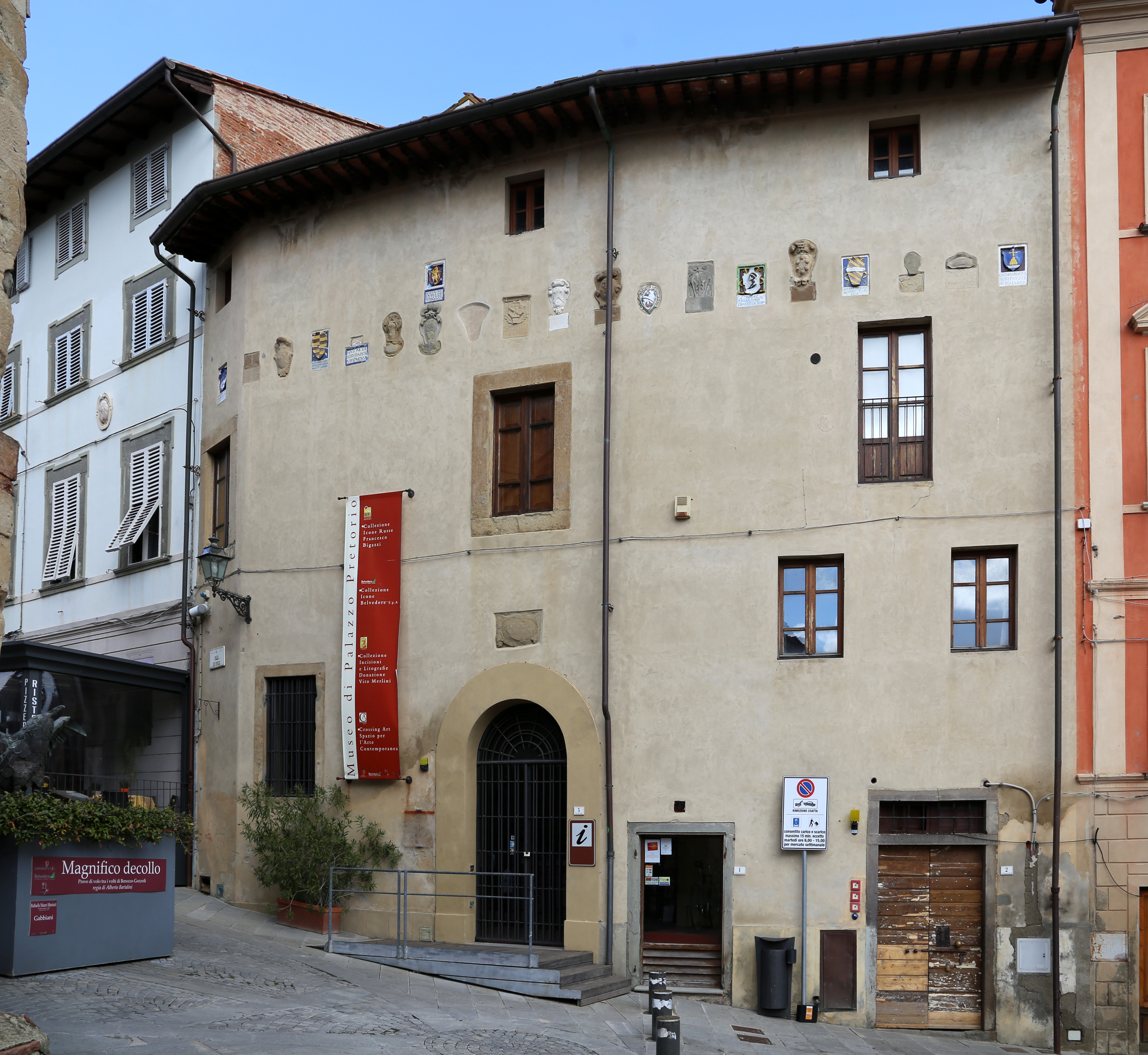
Il palazzo pretorio

- Palazzo pretorio a Peccioli, risalente all'epoca medievale e rimaneggiato tra il XVIII e il XIX secolo, presenta sulla facciata i 19 stemmi appartenenti alle famiglie notabili e ai podestà che vi esercitarono il potere. Fu poi sede della Prefettura fino al 1923. Attualmente è la sede del Museo di Palazzo Pretorio, al cui interno è presente il Museo di icone russe "F.Bigazzi", la Collezione di icone Belvedere, la Collezione "Giuseppe e Paola Berger" e la Collezione Incisioni e Litografie - Donazione Vito Merlini. Si trova in Piazza del Popolo, ed è l'edificio adiacente al palazzo comunale.
- Palazzo Municipale a Peccioli
- Palazzo senza Tempo a Peccioli
- Palazzo Pescatori a Peccioli
- Palazzo Fondi Rustici a Peccioli
- Caffè Haus a Peccioli
- Cinema Passerotti a Peccioli
- Palazzo Rosselli Del Turco a Fabbrica
- Villa Venerosi Pesciolini a Ghizzano
- Villa Mazzetti a Montelopio
- Villa Bardi a Monti
- Villa di Celli

### Monumenti
- Monumento ai caduti della Prima Guerra Mondiale a Peccioli
- Monumento ai caduti della Prima Guerra Mondiale a Fabbrica
- Monumento ai caduti della Prima Guerra Mondiale a Cedri

### Anfiteatro Fonte Mazzola
L’Anfiteatro Fonte Mazzola, che deve il nome ad un antico podere nelle sue vicinanze, è stato inaugurato nel luglio del 2007 per ospitare la rassegna di teatro, musica ed eventi 11Lune nata a Peccioli nel 2005.
Inizialmente 11Lune si svolgeva in piazza del Popolo ma, vista la grande affluenza di spettatori, nel 2007 è stato realizzato l’anfiteatro, interamente realizzato con materiali eco-compatibili, ricorrendo alle più avanzate tecniche di bio-edilizia e ispirato alla filosofia del massimo rispetto ambientale.

### Parco Preistorico di Peccioli
Il Parco Preistorico di Peccioli è un'attrazione aperta nel 1977 per iniziativa di un artista di circo Erardo Ghironi. Al suo interno sono presenti ventidue ricostruzioni di dinosauri tra cui il Brachiosaurus e il feroce T-Rex assieme a ricostruzioni di Orso delle caverne, Mammut lanoso e Uomo di Neanderthal. Dopo la chiusura, avvenuta nell'estate 2018, il Parco Preistorico ha riaperto i suoi cancelli nella primavera 2019.

### Pecciolo Avventura
Pecciolo Avventura Archiviato il 20 aprile 2021 in Internet Archive. è un parco avventura inaugurato nel 2016 a Peccioli, nel giardino del Caffè Haus in centro storico. Sono presenti il percorso Mini, il percorso Junior, l'Urban wild e una parete da arrampicata alta 8 metri.

### Siti archeologici
Il territorio di Peccioli si inserisce perfettamente nel quadro del popolamento antico che caratterizza tutto il settore della Valdera. Le testimonianze più consistenti oggi raccolte provengono dagli scavi archeologici in concessione condotti dai primi anni duemila in due siti principali: il Podere Ortaglia per quanto riguarda l’età etrusca e il Colle Mustarola per l’età romana, longobarda e medievale, e sono conservate presso il Museo Archeologico di Peccioli. In entrambi i casi assistiamo a scenari inusuali, considerata la marginalità del territorio rispetto ai centri gravitazionali maggiori che fin dall’antichità si sono contraddistinti nell’area che oggi identifichiamo con la provincia di Pisa.

#### Ortaglia
Il sito è ubicato a circa 4 km a est dal centro di Peccioli, su un piccolo rilievo a 178 m s.l.m. che sovrasta il casale di Ortaglia. Le indagini hanno restituito una grande quantità di materiale pertinente ad un complesso santuariale strutturatosi attorno ad un grande edificio templare risalente all’età tardo-arcaica. Del tempio, costruito in una zona che nel corso dei secoli successivi ha subito estesi fenomeni franosi, non rimane nessuna traccia edificata. Rimane però un imponente pozzo, connesso alle pratiche cultuali del santuario, al cui interno è stata rinvenuta gran parte dei materiali relativi al tempio, a seguito della sua ristrutturazione avvenuta alla fine del IV secolo a.C.
Le indagini si sono concentrate sia sul piccolo pianoro, sia nel settore occidentale, dove sotto alcuni strati franosi, sono stati individuati alcuni livelli di vita del complesso, relativi alla prima età ellenistica e a tutto il III sec. a.C.

#### Colle Mustarola
Il sito è ubicato in una zona di aperta campagna nel settore orientale del territorio comunale di Peccioli e si estende su di un piccolo colle a 189 metri s.l.m.
Si tratta di un’area di confine tra le province di Pisa e Firenze, lungo la direttrice per Castelfalfi, storicamente molto importante perché era l’asse principale che collegava la Valdera volterrana a Siena, Chiusi e Roma. Questa sua posizione particolarmente “felice” ha comportato un susseguirsi di fasi insediative, romana, longobarda e medievale, distribuite su oltre due millenni di storia che, nonostante l’esigua estensione spaziale del sito, hanno mostrato interessanti e inaspettate dinamiche sul popolamento di questo settore della Valdera.

### Aree naturali

#### Le Serre e Bosco di Ortaglia
L’area ad est di Peccioli, detta "Le Serre", compresa fra l’Anfiteatro Fonte Mazzola, la Chiesa della Madonna delle Serre e la frazione di Montecchio, si estende lungo una dorsale di circa quattro chilometri ed è compresa quasi del tutto nella valle del piccolo torrente Racosa. Sin dall’antichità quest’area era di considerevole importanza data la sua vicinanza a quella che poteva essere la principale via di comunicazione fra Pisa (e altri centri del nord dell’Etruria) e Volterra.
La probabile etimologia della parola Serre deriva dal significato del termine “serra”, che in epoca medievale era sinonimo di “sega”. Nella fattispecie indicherebbe una dorsale allungata, con forte presenza boschiva, dal profilo a forma di sega, anche se con “denti” chiaramente diseguali.
Le Serre è un’area geografica che si estende per circa 900 ettari di pertinenza della Fattoria Fondi Rustici di Peccioli. Era strutturata in poderi abitati e gestiti da famiglie mezzadrili e fino al secondo dopoguerra costituivano il cuore produttivo di Peccioli.
La zona archeologica di Ortaglia presenta un'area boschiva di discreta importanza con numerosi percorsi naturalistici per trekking e mountain bike tramite i quali è possibile scendere nella sottostante piana del torrente Roglio e nella strada della Bonifica. Vi si accede dalla strada che passa attorno alla Chiesa della Madonna delle Serre.

## Società

### Evoluzione demografica
Abitanti censiti

### Tradizioni e folclore
Il paese vecchio è suddiviso in 4 rioni:
- Rione "Carraia": Con simbolo una carriola bianca con sfondo blu, rappresenta la parte sud-est di Peccioli.
- Rione "Borgherucci": Prende il nome dal cavaliere Borgherucci e dall'omonima via. Si trova nella parte ovest del borgo, intorno alla la chiesa parrocchiale di San Verano. Il suo simbolo è una torre grigia su sfondo rosso.
- Rione "Mexico": Rappresentato da un sombrero rosso su sfondo giallo, si trova nella parte est del borgo, dalla parte opposta del Rione Borgherucci.
- Rione "Fosso": Si trova nella parte nord di Peccioli, e prende il nome dalla zona intorno alla chiesa della Madonna del Carmine. Probabilmente prende il suo nome da un fossato esistente nella zona in epoca medioevale.

Questi quattro rioni ad inizio autunno danno luogo ad un alternarsi di sagre paesane nei fine settimana di settembre; e fino a poco tempo fa, insieme al paese di Montecchio si sfidavano in una particolare sfida di pigiatura dell'uva a piedi nudi, chiamata "Pigia Pigia". Questa manifestazione ha cessato di esistere sia per mancanza di fondi ma anche a causa della separazione di Montecchio dai rioni paesani, per poter amministrare la propria festa, chiamata "Festinborgo".

## Cultura

### Istruzione

#### Istituto Comprensivo Fra' Domenico da Peccioli
- Scuola dell'Infanzia La casa sull'albero a Legoli
- Scuola dell'Infanzia Gianni Rodari a Ghizzano
- Scuola Primaria a Peccioli
- Scuola secondaria di primo livello a Peccioli

### Musei

#### Museo di Palazzo Pretorio a Peccioli
- Museo di icone russe "F. Bigazzi"
- Museo collezione incisioni e litografie - Donazione Vito Merlini

### Eventi
- Mese di luglio: Rassegna teatrale 11 LUNE
- Ultima settimana di dicembre: Rassegna teatrale 11 LUNE D'INVERNO
- 25 ottobre: Festa del Santo Patrono
- mese di ottobre: Festa di San Colombano
- mese di settembre: Feste dei Rioni ogni sabato per 4 settimane
- "Festinborgo" a Montecchio il terzo sabato del mese di giugno.
- Coppa Sabatini - Gara ciclistica
- 1ª domenica di maggio "Festa sulle Serre" (il sabato precedente "fiaccolata" da Peccioli e Montecchio)
- "Gara di Karretti Sportivi" Gran Premio Città di Peccioli

### Riconoscimenti
- Il comune si fregia del marchio di qualità turistico-ambientale "Bandiera arancione" conferito dal Touring Club Italiano.

- Il 31 marzo 2024 è stato nominato vincitore del concorso "Il borgo dei borghi" in onda su Rai 3.

## Geografia antropica
Peccioli è un paese che presenta una topografia medioevale, caratterizzato da vie strette e vicoletti ripidi tipici dei borghi medievali che vengono chiamati chiassi, con al centro la chiesa in stile romanico pisano e la relativa piazza.
Il suo territorio è ricco di monumenti artistici e costellato da borghi, a testimonianza di una presenza umana diffusa nel corso dei secoli: fra le frazioni del comune vi sono Cedri, Fabbrica, Ghizzano, Legoli, Libbiano, Montecchio e Montelopio.

## Economia
L'attività agricola è caratterizzata dalla presenza di aziende vinicole o olivicole, nonché di numerose aziende agrituristiche: Peccioli è molto visitata dai turisti sia italiani sia stranieri, in prevalenza tedeschi e olandesi, anche grazie alla vicinanza con le città artistiche della Toscana e la buona ricettività del territorio.
Nei pressi della frazione di Legoli è presente la discarica, con impianto di smaltimento e trattamento rifiuti, della Belvedere SpA.

## Infrastrutture e trasporti
Peccioli si raggiunge tramite una diramazione della strada statale 439 Sarzanese Valdera (la SP 41 di Peccioli), la direttrice che congiunge Volterra e Pontedera.
Un’altra via di accesso importante è la strada Provinciale della Fila, che mette in comunicazione Peccioli e la Valdera con la direttrice Firenze-Pisa denominata FI PI LI. Con i mezzi pubblici Peccioli è raggiungibile con le linee 430 e 460 della compagnia Autolinee Toscane.

## Amministrazione
Di seguito è presentata una tabella relativa alle amministrazioni che si sono succedute in questo comune.
| Periodo        | Periodo        | Primo cittadino | Partito                                                        | Carica  | Note   |
| -------------- | -------------- | --------------- | -------------------------------------------------------------- | ------- | ------ |
| 24 giugno 1988 | 21 maggio 1990 | Renzo Macelloni | Partito Comunista Italiano                                     | Sindaco | [ 10 ] |
| 21 maggio 1990 | 24 aprile 1995 | Renzo Macelloni | Partito Comunista Italiano, Partito Democratico della Sinistra | Sindaco | [ 10 ] |
| 24 aprile 1995 | 14 giugno 1999 | Renzo Macelloni | sinistra                                                       | Sindaco | [ 10 ] |
| 14 giugno 1999 | 14 giugno 2004 | Renzo Macelloni | centro-sinistra                                                | Sindaco | [ 10 ] |
| 14 giugno 2004 | 8 giugno 2009  | Silvano Crecchi | lista civica                                                   | Sindaco | [ 10 ] |
| 8 giugno 2009  | 26 maggio 2014 | Silvano Crecchi | lista civica Peccioli futura                                   | Sindaco | [ 10 ] |
| 26 maggio 2014 | 27 maggio 2019 | Renzo Macelloni | lista civica Peccioli futura                                   | Sindaco | [ 10 ] |
| 27 maggio 2019 | 10 giugno 2024 | Renzo Macelloni | lista civica Peccioli futura                                   | Sindaco | [ 10 ] |
| 10 giugno 2024 | in carica      | Renzo Macelloni | lista civica Peccioli futura                                   | Sindaco | [ 10 ] |

### Gemellaggi
- Ellhofen[senza fonte]

## Sport
La squadra di calcio della città è l'A.S.D. Pecciolese Calcio, che milita nel campionato di Prima Categoria Toscana. La squadra ha i colori neroazzurri in onore al Pisa, società più importante della provincia.
L'evento sportivo di maggior rilievo del territorio è la gara ciclistica Internazionale Coppa Sabatini. Seguita dagli appassionati di ciclismo che arrivano da tutta la Toscana, famosa un tempo per essere l'ultima gara importante della stagione ciclistica, negli ultimi anni si svolge il terzo giovedì del mese di settembre, subito dopo al Giro della Toscana, rientrando nel novero delle corse in preparazione al Campionato del Mondo.
Il paese ha anche una squadra di pallavolo femminile, la Volley Peccioli, che per molti anni ha militato nella massima categoria regionale.
Nel 2007 l'Oratorio Club 2000 ha iniziato la sua attività sportiva nel settore della Pallacanestro. La società partecipa quest'anno al campionato regionale Under 15 FIP nel girone C.
Dal 2016 la ProLoco locale organizza nel periodo maggio/giugno la "Gara di Karretti Sportivi" Gran Premio Città di Peccioli, tappa del Campionato Granducato Speeddown.